# ميكروفاكيوم

## معلومات الشركة
ميكروفاكيوم المحدودة هي شركة مجرية للتكنولوجيا المتقدمة. ميكروفاكيوم هي مزود عالمي لأنظمة الاستشعار البيولوجي التي لا تعتمد على العوامل الكاشفة، والتي تُستخدم في مجال أبحاث علم الحياة لتوفير عمليات كشف سريعة، وفي الزمن الحقيقي، ولا تعتمد على العوامل الكاشفة كما تستخدم أيضًا في وصف امتزاز السطح وربط الجزيئات.
تقوم شركة ميكروفاكيوم بتطوير وتصنيع وتسويق نظام الاستشعار البيولوجي أولس الذي لا يعتمد على العوامل الكاشفة، ويقوم ذلك النظام على تقنية الدليل الموجي محززة المقرنة. تسمح أنظمة الاستشعار البصرية اللاسلكية ونظام التحليل الطيفي البصري الموجه للموجات ونمطي الضوء بتحديد مدى تجانس وحركة مجموعة متنوعة من التفاعلات الجزيئية في الوقت الفعلي، وبدون الحاجة إلى أية علامات أو عوامل كاشفة جزيئية.
وتتضمن استخدامات هذا النوع؛ تحديد كمية البروتين وتصنيف تفاعلات البروتين-بروتين والبروتين-الحمض النووي واختبار تعاطي المخدرات والاستشعار المناعي، وغيرها الكثير. وتتمتع شركة مكروفاكيوم بالعديد من العملاء في جميع أنحاء العالم؛ بما في ذلك جامعات بارزة من جامعات الولايات المتحدة وأوروبا وأستراليا وآسيا.
وتشمل التطبيقات الرئيسة لتقنيات التحليل الطيفي البصري الموجه للموجات ونمطي الضوء ما يلي:
- امتزاز البروتينات على الأسطح
- الاستشعار المناعي
- اختبار تعاطي المخدرات
- ربط اللجين / المستقبلات
- ديناميكا التصاق الخلايا الحية ونموها وانتشارها
- تفاعلات الدهن ثنائي الطبقة - البروتين
- تفاعلات البروتين- الحمض النووي
- التجميع الذاتي الجزيئي وتقنية الصغائر
- تحليل حركيات الارتباط والتفكك

## مواقع ذات صلة
http://www.owls-sensors.com
1. 1 2  مذكور في: GRID Release 2017-05-22. تاريخ النشر: 22 مايو 2017. مُعرِّف الغرض الرَّقميُّ (DOI): 10.6084/M9.FIGSHARE.5032286.
2. ↑  مُعرِّف قاعدة بيانات البحث العالمية (GRID): grid.425658.8.